# Élection présidentielle américaine de 1924
L'élection présidentielle américaine de 1924 est la trentième-cinquième élection présidentielle depuis l'adoption de la Constitution américaine en 1787. Elle se déroule le mardi 4 novembre 1924.
Cette élection voit le deuxième plus gros écart entre candidats constaté entre 1900 et 2024 et le président sortant Calvin Coolidge battre largement l'ancien ambassadeur John W. Davis du Parti démocrate, en partie grâce à la présence de trois grands candidats.
Partisan du laissez-faire en économie, Coolidge est contesté sur sa gauche par le sénateur du Wisconsin Robert M. La Follette, plus favorable à l'intervention de l'État fédéral, qui ressuscita le Parti progressiste en sommeil depuis 1919 pour se présenter contre lui. Malgré la division du Parti républicain, le Parti démocrate ne parviendra pas à rééditer la performance de 1912 et à reprendre la Maison-Blanche. Quant au Parti progressiste, il ne parvient pas à s'affirmer comme une force capable de rivaliser dans le système du bipartisme américain et ne resta actif que dans le Midwest.
Malgré l'adoption de l'Indian Citizenship Act, la participation électorale fut très faible. Pour la première fois depuis l'élection présidentielle de 1820, l'abstention fut supérieure à 60 %.

## Conditions d'éligibilité
Ne peuvent se présenter, selon l'article II section première de la Constitution, que les citoyens américains:
- Américains de naissance ;
- âgés d'au moins 35 ans ;
- ayant résidé aux États-Unis depuis au moins 14 ans.

Depuis l'adoption du XXIIe amendement en 1947 par le Congrès et sa ratification en 1951, les anciens présidents qui ont déjà été élus deux fois ne sont plus éligibles.

## Nominations

### Parti démocrate
L'ancien ambassadeur John W. Davis est choisi comme candidat de compromis après 103 tours de scrutin. Pour tenter de contenter les différents courants du Parti démocrate, le choix du candidat à la vice-présidence se porta sur le gouverneur du Nebraska Charles Wayland Bryan, par ailleurs frère de William Jennings Bryan.

### Parti républicain
Calvin Coolidge remporte la nomination dès le premier tour du scrutin lors de la Convention nationale républicaine (en) réunie à Cleveland du 10 au 12 juin 1924.
L'ancien gouverneur de l'Illinois Frank Lowden fut choisi au deuxième tour du scrutin comme candidat à la vice-présidence, mais il décline la nomination. Le sénateur de l'Indiana William Borah décline également, tandis que le secrétaire au Commerce Herbert Hoover n'est pas retenu. La nomination revient finalement à l'homme d'affaires Charles Dawes.

## Campagne
Ce fut l'une des premières campagnes où un candidat fit appel à des publicitaires pour faire campagne. Ce fut également la deuxième campagne, après l'élection présidentielle de 1912, où un candidat tiers parti tenta de mettre à mal le bipartisme aux États-Unis.

Le 4 juillet 1924, lors de la convention de la Conference for Progressive Political Action (en) à Cleveland, Robert M. La Follette annonça sa candidature, indépendante du Parti républicain,. Au moment de cette annonce, beaucoup d'observateurs pensaient que la scission du Parti républicain favoriserait le Parti démocrate lors de l'Election Day. Cependant, le Parti progressiste ne présenta de candidats dans aucune autre élection que l'élection présidentielle. La Follette mena principalement campagne sur une plateforme antitrust et pour la défense de la classe moyenne, critiquant le manque d'interventionnisme du gouvernement fédéral,. Assez vite, il reçoit le soutien du Parti socialiste d'Amérique qui renonçait pour la première fois depuis l'élection présidentielle de 1896 à présenter un candidat. Le 19 juillet, après que John W. Davis ait été choisi comme candidat de compromis par le Parti démocrate, le sénateur du Montana Burton Kendall Wheeler accepta d'être le colistier de La Follette. À propos de la candidature de Davis, Wheeler avait déclaré : 
« When the Democratic Party goes to Wall Street for its candidate, I must refuse to go with it. »
« Quand le Parti démocrate va à Wall Street pour trouver son candidat, je refuse de m'y associer. »
 Wheeler, qui appartenait à l'aile progressiste du Parti démocrate au Sénat, justifia sa candidature comme colisitier de La Follette : 
« Between Davis and Coolidge there is only a choice for conservatives to make. »
« Entre Davis et Coolidge il y a juste un choix à faire pour les conservateurs. »
 Le sénateur du Wisconsin reçoit durant la campagne le soutien de la communauté Germano-Américaine et de la Fédération américaine du travail, ainsi que d'importants moyens financiers. Dans le New York Times, il dénonça violemment le Ku Klux Klan qui sévissait notamment dans le Sud profond. Cela lui assura le soutien de la E. W. Scripps Company qui détenait de nombreux journaux, et dont le directeur du groupe était opposé au Ku Klux Klan et dénonçait le manque d'action de la part des deux grands partis. Le quartier général de l'équipe de campagne fut installé à Chicago, non loin du Wisconsin voisin où La Follette disposait d'un réseau très important depuis qu'il avait été gouverneur de l'État. La Follette parvient à être présent sur le bulletin de vote dans tous les États, sauf en Louisiane. Lors de l'Election Day, les électeurs qui souhaitaient voter pour La Follette durent écrire son nom sur le bulletin. La Follette n'apparut pas avec l'étiquette du Parti progressiste dans tous les États, ce qui pouvait déconcerter les électeurs. Wheeler fit campagne activement dans tous les États, tandis que La Follette a passé la majeure partie de la campagne à Washington à cause de sa santé fragile. De même que La Follette, Coolidge ne quitta pas Washington de la campagne électorale. La mort prématurée de son fils, des suites d'une septicémie, le rendit encore plus taciturne et impénétrable. Sa campagne se fit exclusivement par le biais de la radio,  où il exposait ses théories sur le fonctionnement du gouvernement. 
La Follette fit campagne à partir d'octobre, mais ne put mener campagne dans les États à l'ouest du Mississippi et situés en altitude à cause don état de santé. Son premier grand meeting de cammagne fut organisé au Madison Square Garden de New York. Parmi ses principales propositions figurait également une réforme de la Cour suprême. À une semaine du vote, certaines organisations syndicales retirèrent leur soutien à La Follette pour l'accorder à Davis. Le candidat démocrate fut handicapé par sa défense des droits civiques pour les Afro-Américains quand il fut avocat général durant la présidence de Woodrow Wilson mais aussi à cause de ses critiques envers le Ku Klux Klan, très influent dans le Sud profond.

## Résultats

### Vote populaire
| Inscrits                 | Inscrits                 | Inscrits                 | 59 503 286 |             |  |  |
| Abstentions              | Abstentions              | Abstentions              | 30 410 662 | 51,11 %     |  |  |
| Votants                  | Votants                  | Votants                  | 29 092 624 | 48,89 %     |  |  |
|                          |                          |                          |            |             |  |  |
| Bulletins enregistrés    | Bulletins enregistrés    | Bulletins enregistrés    | 29 092 624 |             |  |  |
| Bulletins blancs ou nuls | Bulletins blancs ou nuls | Bulletins blancs ou nuls | 0          | 0 %         |  |  |
| Suffrages exprimés       | Suffrages exprimés       | Suffrages exprimés       | 29 092 624 | 100 %       |  |  |
|                          |                          |                          |            |             |  |  |
|                          | Candidat                 | Parti                    | Suffrages  | Pourcentage |  |  |
|                          | Calvin Coolidge          | Parti républicain        | 15 719 068 | 54,03 %     |  |  |
|                          | John W. Davis            | Parti démocrate          | 8 384 341  | 28,82 %     |  |  |
|                          | Robert M. La Follette    | Parti progressiste       | 4 833 821  | 16,62 %     |  |  |
|                          | Autres candidats         | Sans étiquette           | 155 394    | 0,53 %      |  |  |

### Collège électoral
| Inscrits                 | Inscrits                 | Inscrits                 | 531       |             |  |  |
| Abstentions              | Abstentions              | Abstentions              | 0         | 0 %         |  |  |
| Votants                  | Votants                  | Votants                  | 531       | 100 %       |  |  |
|                          |                          |                          |           |             |  |  |
| Bulletins enregistrés    | Bulletins enregistrés    | Bulletins enregistrés    | 531       |             |  |  |
| Bulletins blancs ou nuls | Bulletins blancs ou nuls | Bulletins blancs ou nuls | 0         | 0 %         |  |  |
| Suffrages exprimés       | Suffrages exprimés       | Suffrages exprimés       | 531       | 100 %       |  |  |
|                          |                          |                          |           |             |  |  |
|                          | Candidat                 | Parti                    | Suffrages | Pourcentage |  |  |
|                          | Calvin Coolidge          | Parti républicain        | 382       | 71,94 %     |  |  |
|                          | John W. Davis            | Parti démocrate          | 136       | 25,61 %     |  |  |
|                          | Robert M. La Follette    | Parti progressiste       | 13        | 2,45 %      |  |  |

## Analyse

Résultats par comté.

Les difficultés de la campagne de La Follette et sa déclaration après l'annonce des résultats annonçaient comme difficile la survie du nouveau Parti progressiste,. La Conference for Progressive Political Action (en) se dissout d'ailleurs peu après l'élection.
Coolidge l'emporte dans tous les États en dehors des anciens États confédérés, hormis dans l'Oklahoma et le Wisconsin. La Follette l'emporte dans son État tandis que Davis ne l'emporte que dans les anciens États confédérés et l'Oklahoma soit douze États seulement, où le Ku Klux Klan est très implanté, comme en témoigne le massacre de Tulsa perpétré en 1921. La Follette a réussi à attirer une partie de l'électorat démocrate progressiste, notamment dans le Midwest. Les espaces où La Follette fut le plus performant furent principalement les zones rurales et les États où le Parti républicain était solidement implanté. Il n'a pas réussi de percée dans le Sud, d'autant qu'il combattait comme Davis le Ku Klux Klan. 
Comme à quasiment chaque élection depuis l'élection présidentielle de 1904, le vainqueur l'emporte dans le Missouri,. Pour le biographe de Coolidge Robert Sobel, ce fut la campagne électorale la plus apaisée depuis l'élection présidentielle de 1896.